# Malcolm McKenna
Malcolm Carnegie McKenna (* 21. Juli 1930 in Pomona, Kalifornien; † 3. März 2008 in Boulder, Colorado) war ein US-amerikanischer Wirbeltier-Paläontologe. Er war Spezialist für fossile Säugetiere.
McKenna studierte am Pomona College und am Caltech sowie an der University of California, Berkeley, wo er 1954 seinen Bachelorabschluss machte und 1958 in Paläontologie promoviert wurde. Ab 1960 war er zunächst Assistant Curator und ab 1968 Kurator (Frick Curator) für Wirbeltierpaläontologie am American Museum of Natural History (womit auch jeweils Professuren verbunden waren). Außerdem war er seit 1972 Professor an der Columbia University. 2000 ging er in den Ruhestand. 2001 wurde McKenna Mitglied in der American Academy of Arts and Sciences. Er war auswärtiges Mitglied der Polnischen Akademie der Wissenschaften.
Er war ein führender Spezialist für die Systematik von Säugetieren, worüber er ein Standardwerk mit Susan Bell schrieb. Am American Museum of Natural History war er wesentlich dafür verantwortlich, dass 1991 erstmals wieder Expeditionen in die Wüste Gobi unternommen wurden, die ersten seit Roy Chapman Andrews in den 1920er Jahren. McKenna nahm an diesen auf der Suche nach Säugetierfossilien aus dem Mesozoikum teil.  In seinen letzten Jahren ging er der Frage nach, wie Säugetiere das Massenaussterben durch Asteroiden-Einschlag an der Wende Kreide-Tertiär überlebten.
2001 erhielt er die Romer-Simpson-Medaille der Society of Vertebrate Paleontology und 1992 die Paleontological Society Medal.
Er war seit 1953 mit Priscilla McKenna verheiratet und hatte drei Söhne und eine Tochter. Seine Frau begleitete ihn auf verschiedene Expeditionen und war Bürgermeisterin in ihrem Wohnort Englewood in New Jersey. Sein Vater war einer der Gründer des Claremont McKenna College in Kalifornien und die Familie war mit dem Stahlmagnaten Andrew Carnegie verwandt. Sein Bruder Bruce McKenna ist Drehbuchautor.

## Schriften
- mit Susan K. Bell Classification of Mammals above the species level. Columbia University Press, New York NY 1997, ISBN 0-231-11012-X.